# في جزيرة أنطاكية
في جزيرة أنطاكية هي رواية صدرت عام 2020 للكاتب اللبناني أمين معلوف.

## الحبكة
تدور أحداث الرواية من وجهة نظر أليك زاندر، وهو رسام كاريكاتير استقر في جزيرة أنطاكية الصغيرة قبالة الساحل الأطلسي لفرنسا، حيث يعيش في عزلة شبه كاملة. عندما تنقطع الاتصالات مؤقتًا وتظهر الشائعات حول الحرب النووية، يتواصل مع جمعية سرية تدعى (أصدقاء أمبادوقليس) التي تعمل كحضارة موازية وتهدف إلى منع الدمار الكوكبي.

## الاستقبال
وصف كريستوف هينينج من صحيفة لا كروا الكتاب بأنه "ملحمي ومرعب" وكتب أنه يحتوي على النقد والفكاهة.  كتبت خديجة خليفة من مجلة المراجعات الفرنسية أن الرواية تكرر الرسالة الواردة في كتاب معلوف الصادر عام 2019 تائه: كيف فقد عالمنا طريقه ، حيث الحكمة البشرية هي الحل لتهديد نهاية العالم. وكتبت أن قوة الكتاب تكمن في مزيجه من التفاؤل ورفض إنكار المشاكل الحقيقية. وصفت مجلة كيركوس ريفيوز الرواية بأنها "صورة أنيقة لعالم يحتضر" وقارنت معلوف بأرتورو بيريز ريفيرتي في الطريقة التي يتعامل بها مع الخيال المضاربي.

## روابط خارجية
- إصدارات غراسيه
- الطبعات العالمية